# Pages jaunes
 (juin 2025).
Si vous disposez d'ouvrages ou d'articles de référence ou si vous connaissez des sites web de qualité traitant du thème abordé ici, merci de compléter l'article en donnant les références utiles à sa vérifiabilité et en les liant à la section « Notes et références ».

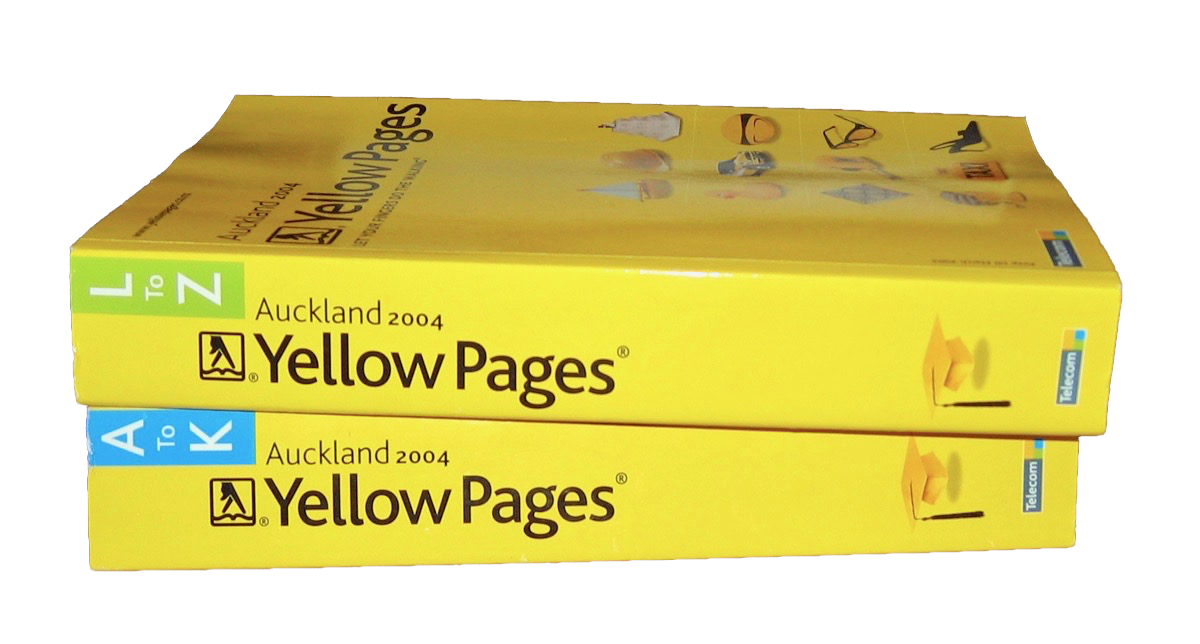
Deux annuaires des pages jaunes pour Auckland, en Nouvelle-Zélande.

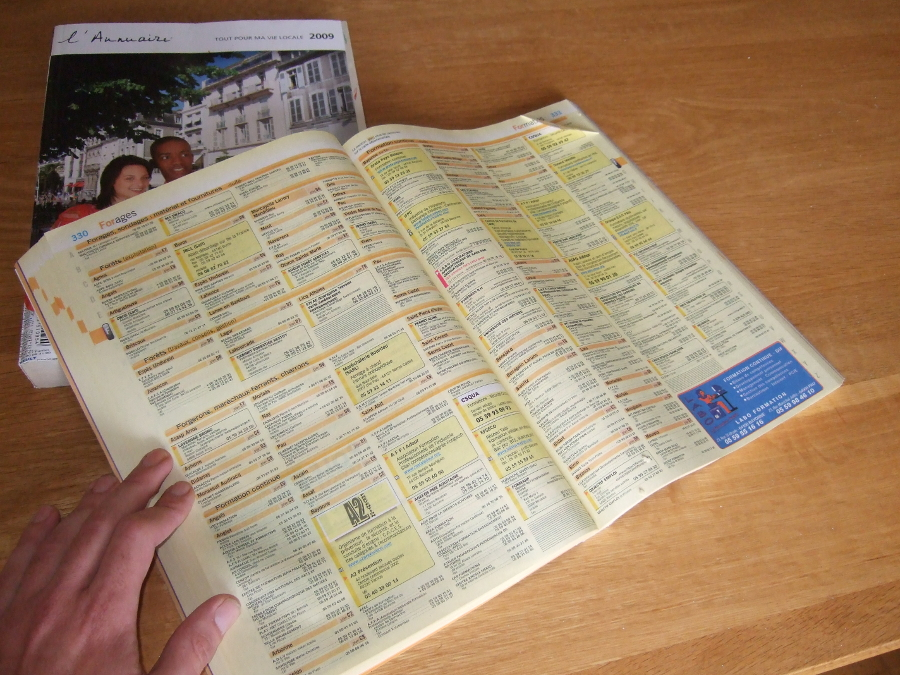
Un annuaire des pages jaunes en France.

Les Pages jaunes sont dans de nombreux pays un annuaire téléphonique regroupant les coordonnées des professionnels, qui sont regroupées et triées selon leur activité. Dans plusieurs pays, comme la France et le Canada, « Pages jaunes » est une marque déposée ou marque commerciale.
L'origine du nom vient de la couleur jaune des pages de la version papier. En 1883, un imprimeur de Cheyenne, aux États-Unis, à court de papier blanc lors de l'impression d'un annuaire, utilise pour la première fois un papier jaune. En 1886, Reuben H. Donnelly publie le premier annuaire Yellow Pages (« pages jaunes » en anglais).
Les annuaires professionnels sont beaucoup plus anciens que le téléphone. En France, on peut citer l’Almanach royal ou l'Annuaire du commerce, édité par Sébastien Bottin, dont la Liste mondaine tirée à part, est devenue le Bottin mondain.
Pour trouver les coordonnées de particuliers, il faut rechercher dans les pages blanches.

## Dans le monde

### Francophonie
- Belgique : Pages d'Or (en français) ou Gouden Gids (en néerlandais).
- Canada : Pages jaunes – marque de commerce de Groupe Pages Jaunes Cie
- France : PagesJaunes (marque déposée propriété de Solocal) issue de la fusion en 1998 du Service national des annuaires téléphoniques de France Télécom et de l'Office d'annonce (ODA) qui gérait la publicité sur les annuaires et appartenait depuis sa création en 1946 à l'agence Havas. Coté en bourse en 2006.
  - Déclinaisons outre-mer : décommissionnées aujourd'hui
    - La Réunion : PagesJaunes.re
    - Guadeloupe : PagesJaunes.gp
    - Mayotte : PagesJaunes.yt
    - Martinique : PagesJaunes.mq
    - Saint-Pierre-et-Miquelon : PagesJaunes.pm
    - Terres australes et antarctiques françaises : PagesJaunes.tf
    - Wallis-et-Futuna : PagesJaunes.wf
- Madagascar : Pages jaunes
- Suisse : Pages jaunes
- Maroc : Infocontact.ma
- Tunisie : Pages jaunes de Tunisie – marque déposée de la société Éditions techniques spécialisées
- Sénégal : Senpages.com
- Luxembourg : Editus.lu

### Autres pays d’Europe
- Allemagne : GelbeSeiten.de.
- Biélorussie : Business-Belarus.
- Chypre : Cyprus Directory.
- Croatie : Zute stranice (pages jaunes).
- Danemark : De Gule Sider (pages d'Or).
- Espagne : paginasamarillas.es (Páginas Amarillas)
- Finlande : Keltaiset sivut.
- Géorgie : ყვითელი ფურცლები.
- Grèce : Xrysos Odigos (« Guide d'or »).
- Hongrie : Aranyoldalak (pages d'Or).
- Irlande : Golden Pages (« pages d'or »)
- Italie : PagineGialle.it et Pagesjaunes.it
- Kosova : Faqe te Verdha
- Luxembourg : Pages jaunes
- Norvège : Gule Sider (Pages jaunes)
- Pays-Bas : Gouden Gids (littéralement « Guide d'Or »).
- Pologne : książka telefoniczna
- Portugal : Páginas Amarelas (pages jaunes)
- République tchèque : Zlaté stránky (pages d'Or).
- Royaume-Uni : yellowpages.co.uk
- Suède : Gula Sidorna, Yellowpages.se et Phonebook of Sweden.com sont des portails vers différentes pages jaunes de Suède.
- Roumanie : Pagini Aurii
- Russie :
- Serbie : Zute Strane - Serbian Business Directory.
- Slovaquie : Zlaté stránky.

### Afrique
- Afrique du Sud : the Yellow Pages.
- Algérie : 
  - Les Pages Jaunes  (الصفحات الصفراء) pagesjaunes-dz.com
  - Les Pages Maghreb
- Côte d'Ivoire : Pages Jaunes Côte d'Ivoire pagesjaunes.ci
- Égypte : Égypt Yellow Pages (يلوبيدجز مصر المحدودة).
- Madagascar : pagesjaunes  www.pagesjaunes.mg.
- Mali : pagesjaunesdumali.com
- Maroc : telecontact.ma
- Nigeria : YellowPages.
- Sénégal : 
  - senpages.com
  - pagesjaunesdusenegal.com
- Burkina : pagesjaunesduburkina.com.
- Tunisie : Pages Jaunes de Tunisie

### Amérique
- Brésil : Páginas Amarelas.
- Canada : YellowPages.ca (en anglais) PagesJaunes.ca(en français).
- Colombie : Páginas Amarillas.
- Cuba : Paginas Amarillas
- États-Unis : Yellow Pages sont édités par de nombreuses sociétés concurrentes.

Les plus importants sont Yellowpages.com (rachetés en 2006 par ATT), Superpages.com (Verizon), Yellowbook.com (Yell Group), Phonebook of America.com (Phonebook of the World), DexKnows.com (RH Donelley), Whitepages.com (3W Data éditant aussi des Annuaires Pro)
- Mexique : Sección Amarilla (Section jaune) ou Paginas Amarillas.

Les Annuaires existant sont par SeccionAmarilla.com.mx (Telmex), SeccionAmarilla.com, PaginasAmarillas.com.mx, PaginasAmarillas.com (Groupe Publicar), Phonebook of Mexico.com (Phonebook of the World), MexicoPhonebooks.com, Directorio.com.mx
- Panama : Yellow Pages Panama

### Asie
- Afghanistan
- Arménie
- Cambodge Cambodia Yellow Pages.
- Chine.
- Corée du Sud :
  - BiG Yellow Pages. Korean National Directory, par Yellow Pages Korea ;
  - Korea Yellow Pages, par Korea Yellow Pages ;
  - Korea English Yellow Pages, par Korea Telecom Directory.
- Hong Kong : Hong Kong Yellow Pages.
- Inde
- Indonésie
- Iran : The first book.
- Israël : Dapei Zahav (דפי זהב, Pages dorées).
- Kazakhstan : Yellow Pages of Kazakhtan,
- Macao : Macau Yellow Pages/Páginas Amarelas.
- Malaisie : Malaysia Yellow Pages et Malaysia Super Pages.
- Maldives : Maldives Yellow Pages.
- Laos: Nar Kham ou Lao Yellow Pages
- Ouzbékistan
- Philippines
- Singapour : Yellow Pages.
- Thaïlande : Samood Nar Leung ou Thailand YellowPages.
- Turquie
- Vietnam

### Océanie
- Australie : Yellow Pages.
- Nouvelle-Zélande : Yellow Pages.